# ニコラ＝シャルル・ガブリエル・サンソン
ニコラ＝シャルル・ガブリエル・サンソン（フランス語:Nicolas Charles Gabriel Sanson、1721年 - 1795年）は、フランスの死刑執行人である。

## 人物
シャルル・サンソンの次男として生まれ、父の助手を経てランスの処刑人に就任した。シャルル＝ジャン・バチスト・サンソンの弟であり、サンソン家の1人である。
ランスの死刑執行人であり、「王宮及びフランス大裁判所の判決及び宣告の執行者」(Exécuteur des Sentences et jugements de l'Hôtel du Roi et Grande Prévôté de France)であった。
「王宮及びフランス大裁判所の判決及び宣告の執行者」という役職はこの当時はすでに肩書きだけの物になっており、実際に王宮裁判所から判決が出されることはなくなっていた。しかし給料だけは支払われていたと言う。フランス革命で廃止になったため、息子のジャン＝ルイが最後の継承者となっている。
ロベール＝フランソワ・ダミアンの八つ裂きの刑を当時18歳だった甥シャルル＝アンリ・サンソンに執行させるために、補佐という名目で実務を取り仕切った。八つ裂きの刑のあまりの衝撃に耐えられず、息子のジャン＝ルイに職を譲って引退した。